# 全年教育
全年教育(year-round school)，是在教学日程分配上，將包含九至十個月的就學期間和二至三個月的假期平均分配在一學年裡面，而沒有以往長達兩個月的暑假（或寒假）。目前這種制度在美國逐漸發展。跟傳統的制度不同，在這種學制分配下，一段就讀時間後，就有一至兩星期的休假。也因此，在全年教育的學校就讀的時間依然跟非全年教育的學校相同。
提倡全年教育的人宣稱全年教育的學習時間表可以幫助學生在學習上取得更好的成績，並且讓老師發揮更好的教育影響力。報告顯示接受全年教育的學生在閱讀成績上提高29%。
係指打破長達三個月的暑假時間，重新安排學校行事曆的一種學校行政制度。全年教育制是一種學習時間的重新安排，目地再透過創新的態度，改變既有的行為模式，進一步提高學生學習效能。
由於現代經濟活動方式變化大，我國學生的學習成就相對低於其他國家，因此有必要從教育觀點全面檢核長年實行的學期、學年及寒暑假制度。1994年美國「時間與學習教育委員會」發表<時間的囚犯>報告(Prinsoners of Time)，報告中提到為配合社會型態改變來改變現行的學校行事曆安排，可提高學生學習成就。支持者認為過去寒暑假制度乃是為了配合成人經濟活動的需要，在農忙時期協助家庭，減輕成人負擔與學習活動無關。全年教育學校並非真正全年無休，而是維持(或超過)規定的180個上課天，將暑假假期平均分配到整個學年之中。

## 优势
提倡者提出全年教育的好處有以下幾點:
- 實施全年教育的學區，大約有69%至90%的教師支持全年教育。
- 避免學生和老師的職業倦怠。
- 減少學生和老師因為長假造成的注意力不集中，無法專心在課堂上。

全年教育制已經在美國逐漸盛行，超過3000所公立中小學採用此方式，約有2,300萬學生在這種類型學校就讀。而有些學校也採新舊並存方式，讓家長自由選擇。學生過多的地區，部分學校採用多軌全年教育制，亦即將教師與學生分成幾群，每一群的上課時間互相錯開，如此可以解決班級學生過多的問題。據估計，四軌的全年教育制可提高一個學校33%的學生容量，省下一筆為數可觀的新建學校費用。但是相關研究並未完全支持就讀全年教育制學生比舊制學生來得優異。